# Челюскин, Семён Иванович
Семён Ива́нович Челю́скин (около 1707, Мишина Поляна — ноябрь 1764) — российский полярный мореплаватель и офицер флота, капитан 3-го ранга (1756).

## Биография
Выходец из древнего рода Челюскиных (Челюсткиных), довольно знатного в XVII столетии, но сильно обедневшего уже в начале XVIII века. Точные дата и место рождения не установлены, наиболее вероятно, что родился около 1707 года (обнаружены архивные документы, что в 1737 году С. И. Челюскину было 30 лет, а в 1743 году — 36 лет). В публикациях также указываются года рождения (с оговорками «приблизительно» и «около») 1700 и 1704. Местом рождения разные авторы называют Белёв, Москву, село Борищево Перемышльского уезда Калужской губернии, село Мишина Поляна Белёвского уезда Тульской губернии либо село Ильино того же уезда. В 1710 году умер отец, Иван Родионович Челюсткин, но родственники помогли матери дать образование нескольким сыновьям, в том числе и Семёну. Тётка Семёна Ивановича, Ульяна Родионовна Чичерина — прапрабабушка поэта Александра Сергеевича Пушкина.
Осенью 1714 года в Москве он был зачислен в Школу математических и навигацких наук, которая располагалась в Сухаревской башне. С 1717 года занимался в навигацком классе школы, в 1721 году успешно сдал экзамены.
В 1720-е годы С. И. Челюскин нёс службу на кораблях Балтийского флота в должности навигатора, ученика штурмана, подштурмана. Выполнял описания побережий Финского залива, в 1727 году производил занятия с гардемаринами.
В 1733—1743 годах участвовал в Великой Северной экспедиции. В 1733 году был зачислен штурманом в отряд В. В. Прончищева, с которым в 1735 году прибыл в Якутск. В 1735—1736 годах, в качестве штурмана на дубель-шлюпке «Якутск», участвуя в Ленско-Енисейском отряде, с целью обследовать побережье Северного Ледовитого океана от устья Лены до устья Енисея, вёл дневниковые записи этой экспедиции, вёл описание открытого берега. В сентябре 1736 года из-за болезни и смерти Прончищева принял командование кораблём и вывел его из залива Фаддея к устью реки Оленёк. В декабре 1736 года санным путём вместе с геодезистом Н. Чекиным вернулся в Якутск, затем туда же был доставлен и корабль.

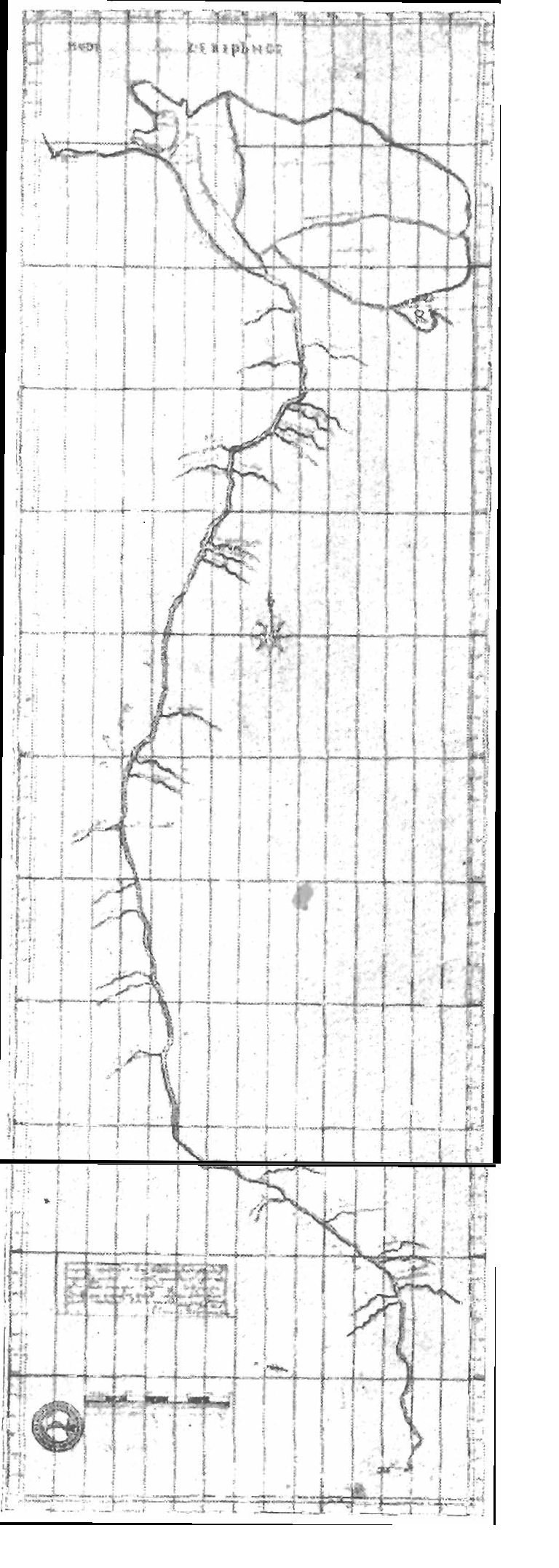
Карта долины реки Лены, составлена штурманом Челюскиным в 1735 году

В 1739 и 1740 годах, после ремонта «Якутска», исследовал на нём восточное побережье полуострова Таймыр. 15 августа 1740 года «Якутск» был затёрт льдами и затонул, но большую часть припасов моряки успели выгрузить на лёд, а затем доставить на берег, находившийся в 15 милях. Приведя экспедицию в порядок, Челюскин возглавил переход в 700 вёрст до Хатанги, чем спас почти весь экипаж (несколько человек умерли от цинги).
В 1741 и 1742 годах командование отрядом принял Х. П. Лаптев, Челюскин вновь стал штурманом отряда. В связи с гибелью корабля в 1741—1742 годах было решено продолжить исследования тремя партиями на собачьих упряжках. Партия Челюскина вышла из Туруханска и исследовала западное побережье полуострова Таймыр, устья рек Хатанги, Пясины и Енисея, открыв самую северную точку континентальной Евразии, которая в 1843 году исследователем А. Ф. Миддендорфом была названа в его честь мысом Челюскин. В этом походе протяжённость заснятого Челюскиным побережья составила около 1 600 километров (включая самый северный участок побережья Таймыра протяжённостью 400 км), а общая длина только его санных маршрутов составила более 6 300 км. В июле 1742 года партия Челюскина по завершении порученных ей работ прибыла в Новую Мангазею.

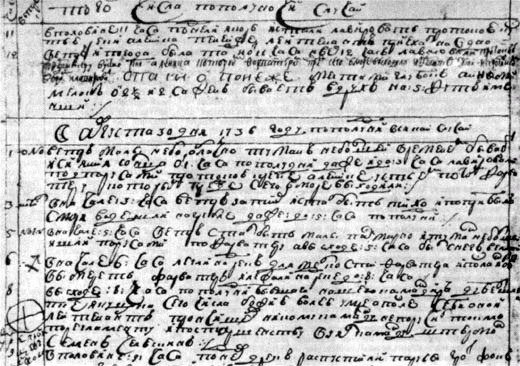
Фрагмент страницы вахтенного журнала «Якутска» от 30 августа 1736 года с сообщением о смерти Прончищева.
Вторая снизу строка: Семён Челюскин

В марте 1742 года вернулся в Петербург, где был произведён в мичманы и служил на разных должностях на Балтийском флоте. В 1746 году командовал яхтой «Принцесса Елизавета». В 1751 году был произведён в лейтенанты, через 3 года в капитан-лейтенанты. С 18 декабря 1756 года в чине капитана 3-го ранга вышел в отставку «за болезнями».
Вернулся в Тульскую губернию, где после смерти родственников владел имениями в Лихвинском, Алексинском, Перемышльском и Белёвском уездах. Скончался, по мнению московского историка В. В. Богданова, предположительно в селе Босарево Алексинского уезда (ныне в составе Ферзиковского р-на Калужской области), а был похоронен, вероятно, в селе Рождество-Слуки Алексинского уезда, которым владела его дочь Аграфена, в замужестве Змиева. По другим данным, Челюскин последние годы проживал в селе Мишина Поляна, где и был похоронен. Могила не сохранилась.
Доклад («опись») С. И. Челюскина об изысканиях на Таймыре был найден в архивах и опубликован в 1851 году.
Известный русский учёный и исследователь XIX века академик Александр Миддендорф сказал о Челюскине так:
Челюскин, бесспорно, венец наших моряков, действовавших в том крае… вместо того, чтобы изнуриться пребыванием на глубоком Севере, как изнурялись все другие, он в 1742 году ознаменовал полноту своих деятельных сил достижением самого трудного, на что до сих пор напрасно делались все попытки.

## Память о С. И. Челюскине

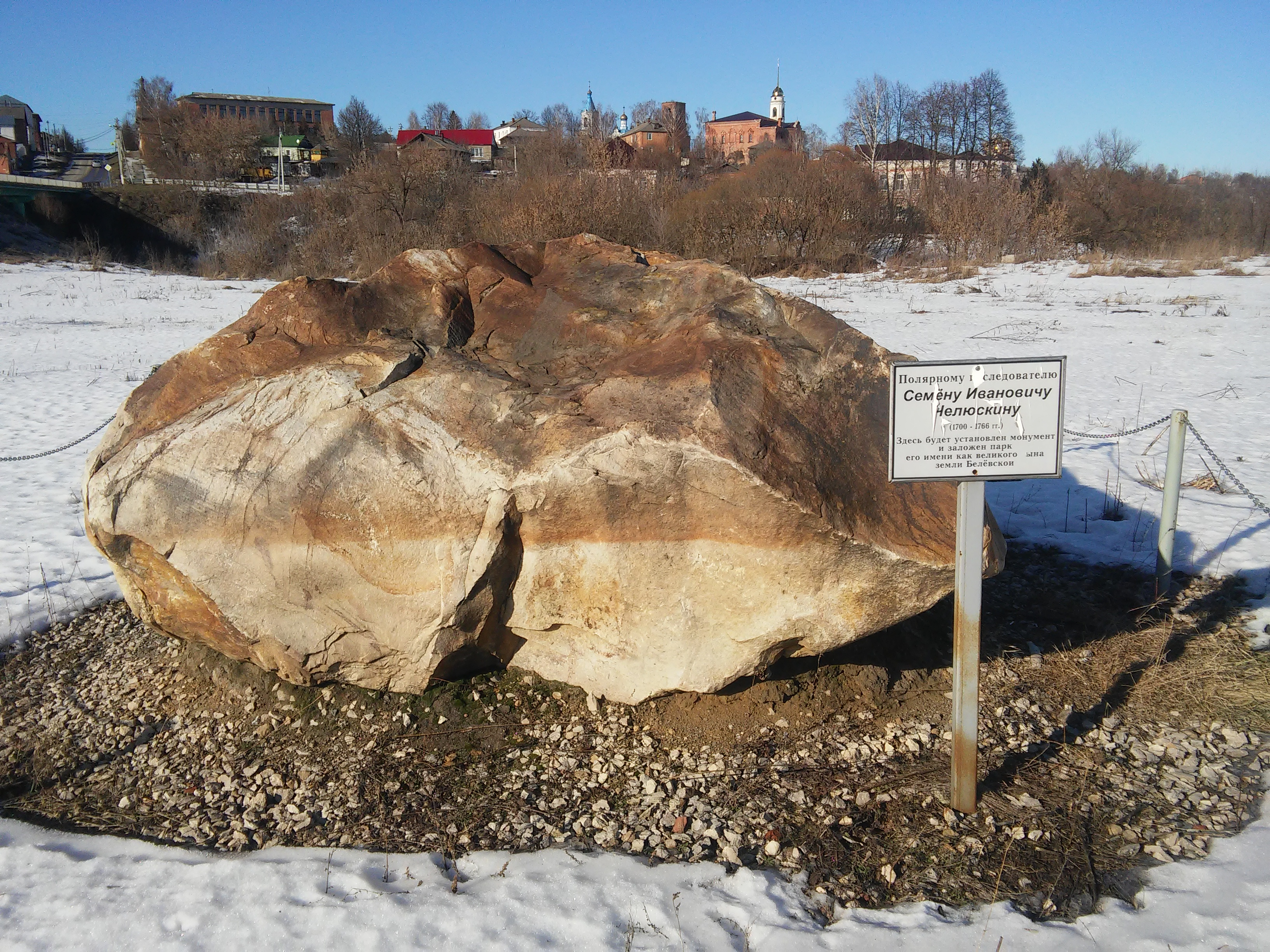
Заложенный камень в Белёве

### Топография
- В честь Челюскина названа самая северная точка материка Евразия — мыс Челюскин.
- Северная часть Таймырского полуострова в 1967 году названа полуостровом Челюскин.
- В устье Таймырской губы Карского моря, в которую впадает река Таймыра, лежит остров Челюскина.
- В Московской области в честь него назван посёлок, станция Ярославской железной дороги.
- Его именем назван посёлок в Суземском районе Брянской области.
- В Лутугинском районе Луганской области в честь него назван посёлок.

#### Улицы, названные именем С. И. Челюскина
Россия
- В городах:Грязи, Ижевск (Восточный посёлок), Казань, Москва (Лосиноостровский район), Нижний Новгород, Новосибирск, Новокузнецк, Оренбург, Пенза,[12] Ростов-на-Дону, Санкт-Петербург (с 2019 года), Стерлитамак, Якутск, Самара.

Украина
- В городах: Белая Церковь, Бердянск, Бровары, Днепр, Каменка-Днепровская, Люботин , Мариуполь, Нежин, Полтава, Путивль, Сарны (три улицы и переулок), Селидово, Харьков.

Беларусь
- В городах: Брест, Добруш.

Казахстан
- В городах: Алматы, Петропавловск, Усть-Каменогорск.

### Транспорт
- В 1933 году в его честь был назван новый пароход «Челюскин», ставший позже знаменитым.
- Средний разведывательный корабль «Семён Челюскин» проекта 850 в составе Черноморского и Тихоокеанского (с 1977 года) флотов ВМФ СССР и России, на службе в 1966—1993 годах.
- Именем С. И. Челюскина назван самолёт VP-BTC «Аэрофлота» модели Airbus A320-214[13].

### Памятники и памятные знаки
- В посёлке Арсеньево Тульской области установлен бюст в честь русского «Колумба Арктики».
- В 2013 году на родине С. И. Челюскина в селе Мишина Поляна в знак памяти о нём установлен поклонный крест.

### В искусстве
- В 2018 году вышел фильм «Первые», в котором показано участие С. И. Челюскина в экспедиции Ленско-Енисейского отряда. В роли Челюскина — Евгений Ткачук.